# Боргофранко д'Ивреа
Боргофранко д'Ивреа (итал. Borgofranco d'Ivrea) је насеље у Италији у округу Торино, региону Пијемонт.
Према процени из 2011. у насељу је живело 2918 становника. Насеље се налази на надморској висини од 256 м.

## Становништво
| 1931. | 1936. | 1951. | 1961. | 1971. | 1981. | 1991. | 2001. | 2011. |
| ----- | ----- | ----- | ----- | ----- | ----- | ----- | ----- | ----- |
| 2.344 | 2.429 | 2.715 | 3.237 | 3.624 | 3.678 | 3.662 | 3.631 | 3.643 |